# Григор дпир Варагеци
Григор дпир Варагеци (или Ванеци) — армянский книжник и летописец XVII века.
Работал в монастыре Варага, недалеко от города Ван. В 1684 году, во время переписывания одного «Айсмавурка», написал на полях страниц небольшую хронику, охватывающую период между 1306 и 1682 годами (упомянуты и несколько событий VII—XII веков, но связное повествование начинается с XIV века). Ценность представляют последние несколько сообщений, относящихся к периоду жизни Григора (например о землетрясении в Ване в 1648 году). В конце хроники Григор добавил один из своих стихов — «О курильщиках» (арм. «Սակս ծուխ քաշողաց»). В стихотворении курение представлено как серьёзный грех, автор жалуется, что есть глупцы, занимающие деньги чтобы купить табак, что эта вредная привычка распространилась даже среди священнослужителей, и т.д..
Хроника Варагеци была частично опубликована в 1888 году, полноценное критическое издание вышло в свет в 1912 году, затем ещё раз в 1956 году. В 2011 году была переведена на чешский язык.
Рукописи
- Матенадаран, рукопись № 4723

Издания
- Г. Пирдалемян. Нотарк Хайоц. — Константинополь, 1888. — С. 123, 171, 207, 227. (отрывки)
- Г. Аганянц. Диван Хайоц Патмутян. — Тифлис, 1912. — Т. 10. — С. 59—66.
- Мелкие хроники (XIII—XVIII вв.) / сост. В. А. Акопян. — Ереван: изд-во АН АрмССР, 1956. — Т. 2. — С. 283—284,381—383.
- Kronika písaře Grigora Varageciho (Řehoře z Varagu) // Arménské kroniky od jezera Van. 16.–18. století / ed. Petra Košťálová. — 2011. — С. 83—86. — 285 с. — ISBN 9788087378175. (перевод на чеш. )